# Leskovca
Leskovca – wieś w Słowenii, w gminie Laško. W 2018 roku liczyła 95 mieszkańców.